# Eli Harvey

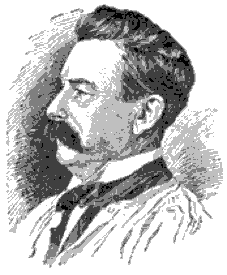
Porträt von Eli Harvey aus: The National Cyclopaedia of American Biography, Band XII, 1904, Seite 522

Eli Harvey (* 23. September 1860 in Ogden, Ohio; † 10. Februar 1957 in Alhambra, Kalifornien) war ein US-amerikanischer Maler und Tierbildhauer. Er wird als einer der bedeutendsten amerikanischen Tierbildner seiner Zeit angesehen.

## Leben
Eli Harvey wurde in Ogden, Ohio, einer Quäkergemeinde, geboren. Er absolvierte ein Studium der Malerei an der Art Academy of Cincinnati bei Thomas Satterwhite Noble sowie ein Studium der Bildhauerei bei Louis Rebisso. 1889 zog er nach Paris, wo er an der Académie Julian und der Académie Delecluse studierte und unter Emmanuel Frémiet im Jardin des Plantes arbeitete. 1897 stellte er erstmals Tierskulpturen im Pariser Salon aus und kehrte 1900 in die USA zurück. Er lebte und arbeitete in New York City und zog in den späten 1920er Jahren nach Alhambra, Kalifornien, wo er 1957 verstarb.

## Werk

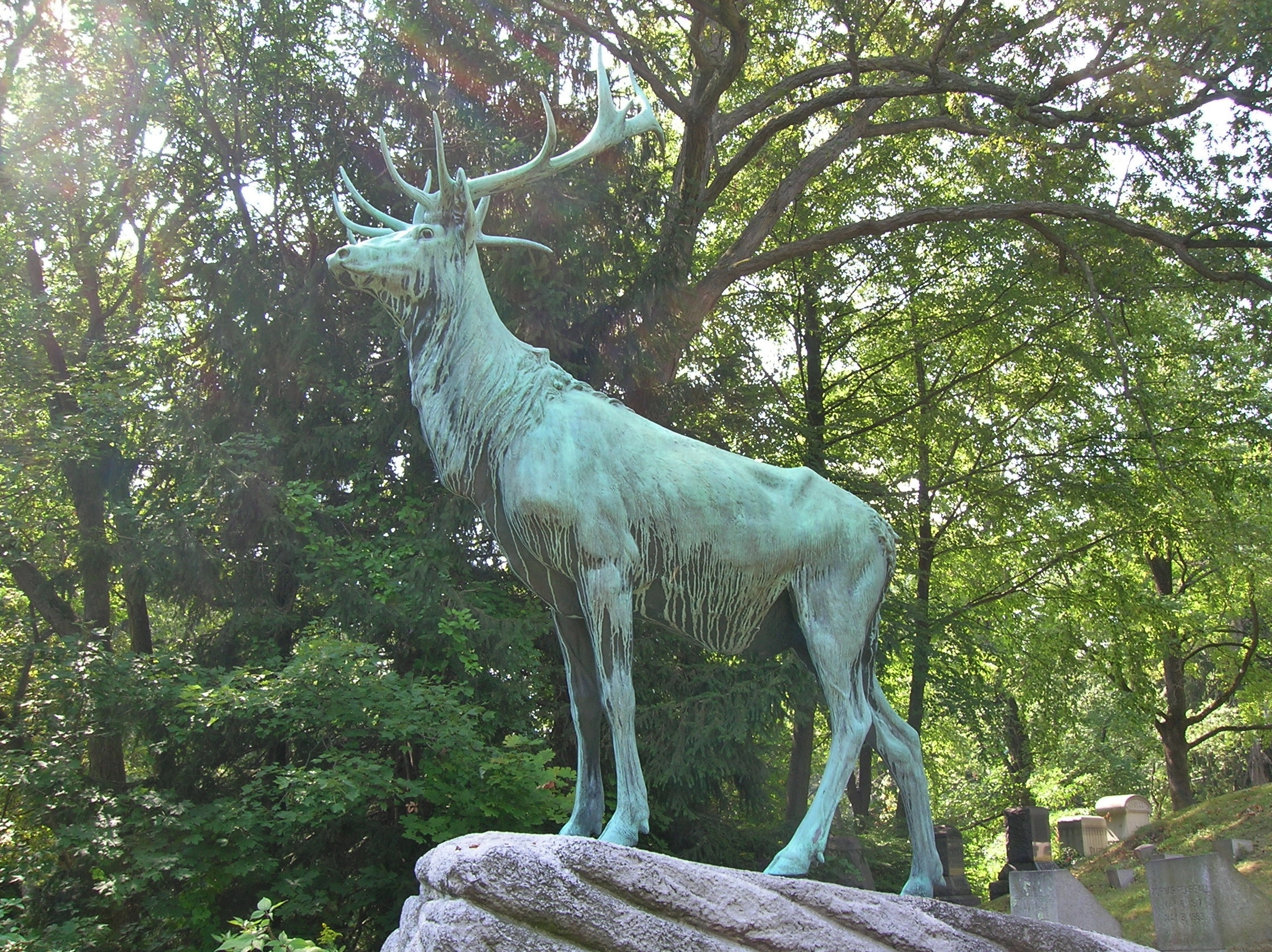
Eli Harvey: Denkmal für Edward Leach (Elchstatue in Bronze), Riverside Cemetery, Waterbury, CT

Eli Harvey spezialisierte sich auf realistische Tierskulpturen. Zu seinen bekanntesten Werken zählen die vier sitzenden Löwen für das Löwenhaus im Bronx Zoo (1901–1903) und ein lebensgroßer Elch für den Benevolent and Protective Order of Elks, der vielfach reproduziert wurde. Für die Brown University schuf er eine Bärenstatue, die als Maskottchen dient. Seine Werke wurden auf internationalen Ausstellungen wie der Pan-American Exposition (1900), der Louisiana Purchase Exposition (1904) und der Panama-Pacific International Exposition (1915) präsentiert.